# Christina Aguilera at Voltaire

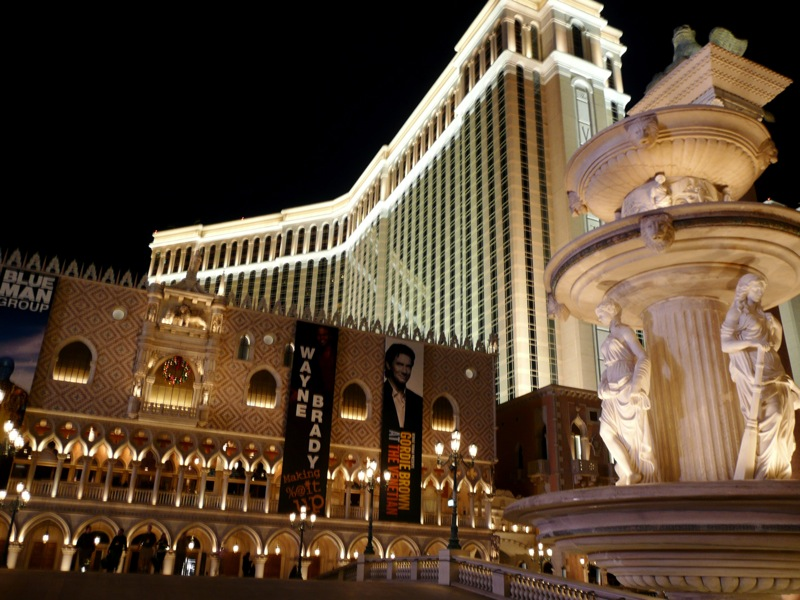
The Venetian Resort, w którym odbyła się rezydentura Aguilery.

Christina Aguilera at Voltaire – druga rezydentura amerykańskiej wokalistki Christiny Aguilery, odbywająca się w Paradise w stanie Nevada, w sali koncertowej Voltaire. Widowisko wyprodukowane zostało przez organizację Live Nation i przypada na okres od 30 grudnia 2023 do 31 sierpnia 2024 roku.
Na występach gościli między innymi Seth MacFarlane, Megan Fox, Machine Gun Kelly, Jason Derulo, Paula Abdul i will.i.am.

## Informacje o rezydenturze
Poprzednia rezydentura Aguilery, The Xperience, odbywała się od maja 2019 do marca 2020 roku w Zappos Theater, zlokalizowanym na terenie Planet Hollywood Las Vegas. The Xperience obejmowało cztery serie koncertów; piątą odwołano z powodu pandemii COVID-19. Później artystka wyruszyła w dwie trasy koncertowe: The X Tour (po Europie i Ameryce Łacińskiej) oraz Christina Aguilera: EU/UK Summer Series (m.in. Wielka Brytania i Hiszpania).
10 października 2023 Aguilera wyjawiła tygodnikowi Billboard, że wkrótce wystąpi podczas swojej drugiej rezydentury. Zapowiedziała, że będzie ona „uwodzicielsko intymnym widowiskiem”. Wokalistka dodała, że podczas występów „połączy ze sobą muzykę, wyrafinowanie i sztukę”, „przynosząc takie show, jakiego nigdy wcześniej nie dała”. W programie telewizji ABC Jimmy Kimmel Live! Aguilera powiedziała: „To dla mnie takie kreatywne doświadczenie, zupełnie inne niż cokolwiek, co wcześniej zrobiłam. To będzie naprawdę bardzo specjalne, ekskluzywne widowisko.”
Pierwsze dwa występy organizowane w ramach rezydentury odbyły się w weekend sylwestrowy, 30–31 grudnia 2023. Serwis New Musical Express podaje, że rezydentura nosiła podtytuł A Truly Modern Twist.

## Promocja
Aguilera promowała rezydenturę w programach telewizyjnych Jimmy Kimmel Live! oraz The Drew Barrymore Show. W odcinku drugiego z wymienionych programów prezenterka towarzyszyła wokalistce w klubie Voltaire, prowadząc z nią wywiad w miejscu koncertów.

## Przebieg koncertów
Występ Aguilery trwa od sześćdziesięciu do około dziewięćdziesiąt minut. Jako pierwsze zaśpiewane zostają piosenki o elektronicznym brzmieniu: „Not Myself Tonight” z albumu Bionic oraz „Your Body” z albumu Lotus.

## Recenzje
Rezydentura zyskała pozytywne recenzje. Tomás Mier, krytyk współpracujący z serwisem Rolling Stone, uznał, że widowisko Aguilery w Voltaire jest „seksowniejsze, bardziej intymne i bardziej burleskowe” niż jej poprzednie występy. Wokalistkę pochwalił też za „coraz bardziej oszałamiające wokale”, a ponadto wysoko ocenił układy taneczne oraz zespół instrumentalistów (w tym trębaczy i saksofonistów). W omówieniu dla dziennika Las Vegas Review-Journal John Katsilometes pisał, że „znakomity głos Aguilery wyróżnia ją [spośród innych artystów muzycznych – przyp.]”. Wykonanie ballady „Beautiful” recenzent nazwał jednym z najlepszych momentów koncertu. Na portalu Setlist.fm pisano, że podczas rezydentury Aguilera prezentuje się „w swojej najbardziej kreatywnej formie, zarówno wizualnie, jak i muzycznie”. Emma Wilkes z serwisu NME (New Musical Express) chwaliła koncerty za bogate, złożone walory produkcyjne.
Rezydentura spotkała się także z pozytywnym odbiorem wśród widzów.

## Odbiór komercyjny
Rezydentura osiągnęła sukces komercyjny, a zapotrzebowanie na bilety uznano za duże. Na początku stycznia 2024 Michael Gruber, główny dyrektor kreatywny The Venetian Resort, powiedział dziennikowi Las Vegas Review-Journal, że bilety na koncerty Aguilery zostały wyprzedane w stu procentach, dodając: „Z uwagi na rosnące zainteresowanie oraz pozytywne recenzje popyt znacząco wzrósł”.
W marcu 2024 ten sam magazyn informował, że „bilety na koncerty Christiny Aguilery cieszą się dużym popytem” i dlatego na nadchodzące występy artystki organizatorzy zaczęli wyprzedawać dodatkową pulę wejściówek. Dziennikarz John Katsilometes, który w swoich artykułach pochyla się nad sceną rozrywkową w Las Vegas, nazwał rezydenturę „hitem”; w podobnym tonie o koncertach w Las Vegas pisał Christopher Rosa w czasopiśmie Glamour. W serwisie Onet.pl pisano, że jest to druga udana rezydentura Aguilery po The Xperience oraz że artystka „wyprzedaje bilety na niemalże każdy występ [w Voltaire – przyp.]”.

## Lista wykonywanych piosenek
Informacje za NME oraz portalem Setlist.fm (występ z 30 grudnia 2023).
| - 1. „Woohoo” (wstęp) - 2. „Not Myself Tonight” - 3. „Your Body” - 4. „Diamonds Are Forever” - 5. „Glam” (zawiera fragmenty utworów „That Girl” Bree Runway oraz „Brand New Bitch” z repertuaru Cobrah) - 6. „Vanity” - 7. „Brutus” (interludium) - 8. „Genie in a Bottle” - 9. „You Don’t Own Me” - 10. „Dirrty” | - 11. „Guy What Takes His Time” - 12. „Ain’t No Other Man” - 13. „Show Me How You Burlesque” (interludium) - 14. „Welcome to Burlesque” - 15. „Lady Marmalade” - 16. „Candyman” (interludium) - 17. „Fighter” - 18. „Beautiful” - 19. „Diamonds Are a Girl’s Best Friend” |

## Występy
| Data             | Frekwencja |
| ---------------- | ---------- |
| 30 grudnia 2023  | 100%       |
| 31 grudnia 2023  | 100%       |
| 2 lutego 2024    |            |
| 3 lutego 2024    |            |
| 9 lutego 2024    | 100%       |
| 10 lutego 2024   | 100%       |
| 1 marca 2024     |            |
| 2 marca 2024     |            |
| 12 kwietnia 2024 |            |
| 13 kwietnia 2024 |            |
| 19 kwietnia 2024 |            |
| 20 kwietnia 2024 |            |
| 31 maja 2024     |            |
| 1 czerwca 2024   |            |
| 7 czerwca 2024   |            |
| 8 czerwca 2024   |            |
| 2 sierpnia 2024  |            |
| 3 sierpnia 2024  |            |
| 30 sierpnia 2024 |            |
| 31 sierpnia 2024 |            |